# Merredin Shire
Merredin Shire är en kommun i Australien. Den ligger i delstaten Western Australia, omkring 240 kilometer öster om delstatshuvudstaden Perth. Antalet invånare var 3 350 vid folkräkningen 2016.
Följande samhällen finns i Merredin:
- Merredin
- Burracoppin
- Hines Hill
- Muntadgin